# Šákja

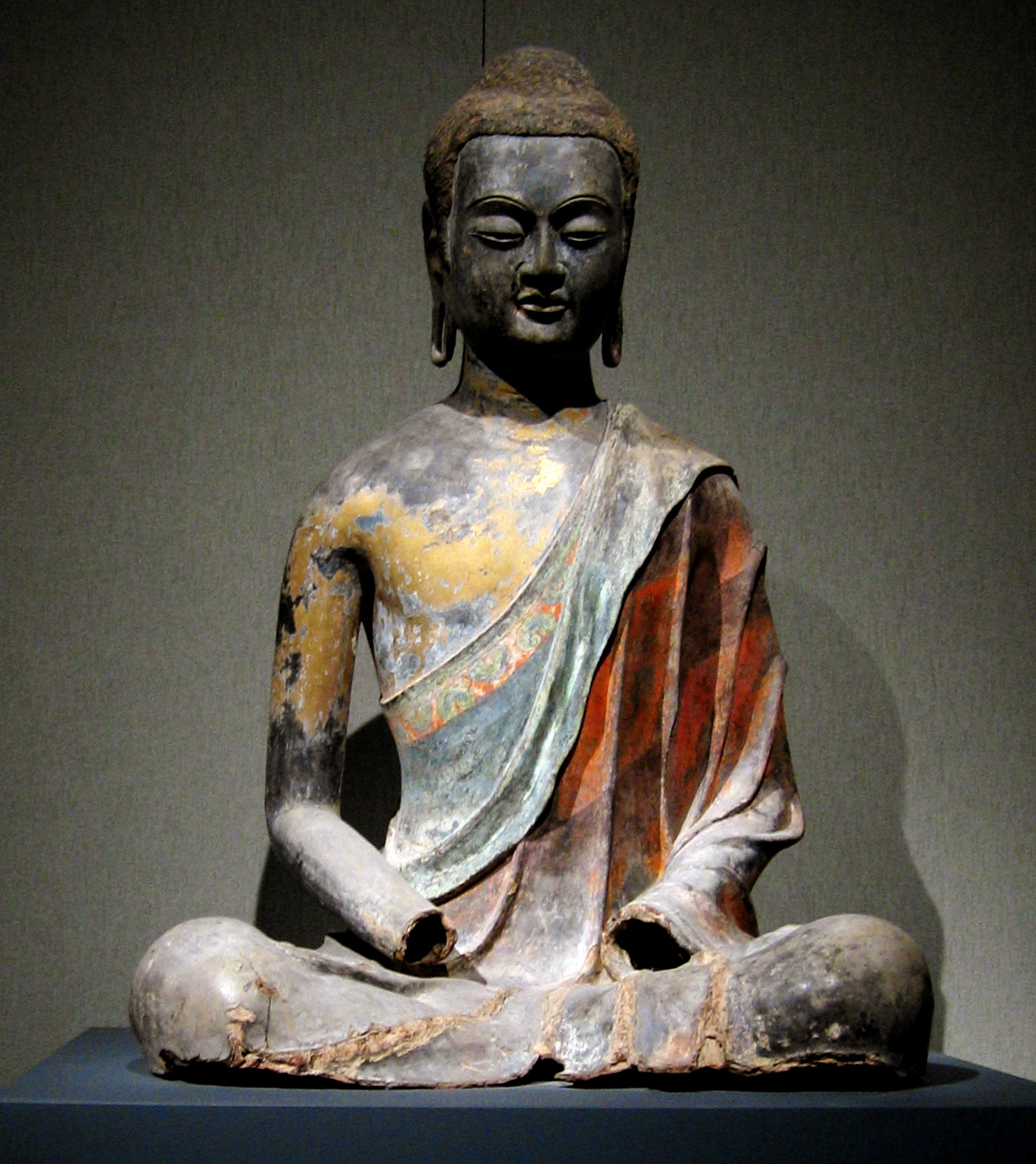
Buddha Gautama (Šákjamuni) je nejznámější příslušník rodu Šákjů

Šákja je jméno rodu, který vládl v severní Indii v době narození Buddhy Gautamy (asi 6. st. př. n. l.), který je také nejznámějším Šákjou. Sám Buddha Gautama byl dle legend korunním princem krále Šuddhódany, vládce státu Šákjů. Tehdejší Indie byla rozdělena do šestnácti menších celků zvaných mahádžanapady a Šákjové byli jedním z nich. Podle některých teorií historiků vzešli Šákjové ze Skytů, kteří sloužili v armádách perských Achaimenovců při jejich tažení do Indie.